# パニッシャー (ベルトスクロールアクション)
『パニッシャー』(英: The Punisher) は、1993年にカプコンより開発、発売されたアーケードゲーム。ジャンルはベルトスクロールアクションゲーム。

## 概要
本作は、マーベル・コミック刊の同名作品『パニッシャー』を原作とする。
街中を進み敵を倒しながら進んでいくベルトスクロールアクションゲームの基本的な部分を踏襲しているが、本作では「犯罪処刑人パニッシャー」の行動を描くため、パンチやキックのような徒手空拳のほかに、銃火器や爆発物を使った様々な「処刑」手段がゲームシステムとして積極的に取り入れられている。
パニッシャーの復讐の理由など、大まかな背景は原作を踏襲しているが、ギャングのボスが同じマーベル作品である『スパイダーマン』や『デアデビル』に登場するキングピンとなっている。
また2P側プレイヤーとしてキングピンを追うアメリカの秘密組織S.H.I.E.L.D.のエージェントであるニック・フューリーが参加している。2人同時プレイではパニッシャーとの共闘になるが、情け容赦無く犯罪者を処刑するパニッシャーを苦々しく思っている（自分の事務仕事や始末書が増えるため）。
ゲーム誌『ゲーメスト』（新声社）誌上で行われた「第7回ゲーメスト大賞」（1993年度）においてベストアクション賞6位、年間ヒットゲーム45位を獲得した。

## システム
プレイヤーキャラクター
1P側はパニッシャー（フランク・キャッスル）、2P側はニック・フューリーで固定。両者の性能および攻撃手段はほぼ同じだが、特殊攻撃の範囲など僅かながら違いがある。
操作
- 8方向レバー+2ボタン（A：攻撃ボタン、B：ジャンプボタン）。
- レバーで8方向に移動。
  - 同方向に二回入れるとローリング・ダッシュ
- Aボタンで攻撃。連打で連続技（4連続）
  - フィニッシュブロー時前入れでダッシュパンチ
  - フィニッシュブロー時上入れで前方投げ
  - フィニッシュブロー時下入れで後方投げ

※前方または後方に投げる掛け声の時にA+Bを押すと「ヘル・スイング」もできる。
- Bボタンでジャンプ。
  - ジャンプ中Aボタンでジャンプキック。敵を一発でダウンさせることができるが、プレイヤーも後方に跳ね返る。
  - ジャンプ中でもレバーを入れると軌道を変えることができる。
  - ジャンプして壁に接触している間、Bボタンで三角飛び。
  - ダッシュ中ジャンプしてAボタンで出せるダッシュジャンプ攻撃は、プレイヤーが跳ね返らず貫通する。さらに頂点付近でAボタンで「流星キック」となり、当たると敵が青く燃えダメージも大きくなる（この技は国内版でしか使えない）。
- 敵の近くでレバーを入れると掴み技に移行。
  - 掴み中Aボタンで掴み攻撃。連続で3回まで入れられる。
  - 掴み中レバー入れAボタンで背負投、一部の敵には受け身を取られ無効化されることがある。
  - 掴み中ジャンプしてAボタンでフライングメイヤー。威力・得点ともに背負投より低い。
  - 倒れている敵付近でAボタンを押すと、敵を持ち上げる「デス・リフト」が発生。もう一度Aボタンを押すと「リフトスルー」で投げ捨てるが、他の投げに派生することも可能。
  - 掴み中ジャンプして下に入れながらAボタンで「イズナ・フォール」。威力はフライングメイヤーより更に低く、狙って出す意味は薄い。
  - ジャンプ頂上ジャストで「イズナ・フォール」のコマンドを入力すると、ボイスと同時に「スーパーイズナ・フォール」に発展。威力・得点ともに激増して全投技中最高値となる。
- A+Bで緊急回避「メガクラッシュ」。完全無敵になり周囲の敵を蹴散らすが破壊可能な対象物にヒットした時一定量バイタリティを消費する（空振りの時はバイタリティを消費しない。またボタン入力は両方のボタン判定がONになった時に発動。同時押しでなくても良い）。
  - 敵キャラクターを掴んでいる間にA+Bで「ヘル・スイング」（ジャイアントスイング）。通常の「メガクラッシュ」より吹き飛ばす範囲が広い。※一定のバイタリティ消耗。
  - ジャンプ中にA+Bで手榴弾攻撃。この攻撃の場合は体力を消費しないが手榴弾を消費する。
  - 体力が無い場合は前方に手榴弾投げて伏せ姿勢を取る。画面内にいる全ての敵にダメージ（ジャンプ中に行う手榴弾に比べ、威力は小さい）。
  - 体力も手榴弾も無い場合に緊急回避操作を行っても何も起きない。
- 敵が銃器を手にしている場合、またはプリティーボーイが出現した場合はガンモード（銃攻撃）に移行する。弾数は無制限で、ガンモード対象敵を殲滅すると通常モードに戻る。
  - ガンモード中は、パニッシャーが向いている方向の近い敵を自動照準し、Aボタンで銃撃を行う。その際銃を持ってない敵でも構わず攻撃するが、その性質を利用し、銃を持った敵を残しつつ接近するのが危険な敵を遠距離から攻撃するテクニックがある。
  - ガンモード中の掴み攻撃は銃を押し付けて撃ち込む攻撃を行うが、性質は通常の掴み攻撃と変わらない。
- 下、上、攻撃ボタンで「波動キック」と呼ばれる特殊攻撃（射程はさほど長くないが、弧の形をした波動が飛ぶ。当たると敵が青く燃える。海外版では敵は燃えずに、刃物で切りつけたSEと同時に敵が出血する）。一部の資料[要出典]で、パニッシャーは「ブルーヒートソバット」、ニックは「ブルーヒートサマーソルト」と、名前があった。

## 敵キャラクター

### 雑魚キャラクター
一部は拳銃で攻撃してくる者がいて、その敵を倒すと拳銃を落とすが、これは得点アイテムでありプレイヤーキャラクターの武器として使うことは不可能。
マックス (MAX)、ラスキン (RUSKIN)
本ゲーム中で最も弱い、青いバンダナとスパッツを着用した雑魚キャラクター。全体的な能力が極めて低い。大抵は接近して攻撃速度の遅いパンチかキックしかしてこないが、稀にジャンプキックを出すことがあり、この攻撃は見てから避けるのが困難なほど速い。
クリス (CHRYS)
上記の2人の色違いで、緑のバンダナとスパッツを着用している。能力はマックスやラスキンとほとんど同じ。
ディーン (DEAN)
上記の3人の色違いで、紫のバンダナとスパッツを着用している。上記の3人に比べて耐久力がやや高め。
レオン (LEON)
ナイフを所持した雑魚キャラクター。サングラスをしたスキンヘッドの男。ナイフによる攻撃の他にナイフを投げて来たりもする。こちらの背後に回ったり、こちらの隙を窺いながら動くのを得意としているため、囲まれると厄介な相手と成り得る。ナイフを数回投げてから逃げるタイプもおり、この場合はプレイヤーが攻撃を加えない限りナイフを投げ終わると逃げ帰っていく。倒すと所持していたナイフを落とす。
バコス (BAKOSU)
レオンの色違いで、シャツの色がグレーになっている。レオンに比べ、ナイフを投げる頻度が高くなっている他、前転しながら後ろに回ったり前転で高速接近して斬りつけてくるなどより好戦的になっており、また耐久力もやや上昇している。倒した時の得点はレオンに比べて非常に低い。
ショーン (SHONE)
帽子を被っている雑魚キャラクター。所持している武器は出てくる時によって様々で、大抵はバットを所持して登場するが、中には戦斧やハンマーと言った威力の高い武器を所持している場合もある。武器で攻撃してくることもあって攻撃力が高い。しかし振りが遅く、リーチも見た目より短め。倒すと必ず所持していた武器を落とす。
ディラン (DYLAN)
ショーンの色違いで、ベージュ色のシャツを着ている。ショーンに比べて耐久力が低め。
バディ (BUDDY)
上記の2人の色違いで、ズボンと帽子の色が赤。上記の2人とは異なり、こちらは手榴弾を投げてすぐに逃げていく。耐久力が極めて低く、倒すと必ず手榴弾を落とす。
レッドランプ (RED-LAMP)
モヒカンヘアーにパンクな服装が特徴的な敵。武器の扱いに長けており、周りに落ちている武器になるものを何でも拾って攻撃してくる。武器を最初から所持して登場する場合もある。一度拾った武器は、攻撃を加えてダウンさせることができれば落とす。
ウォーキャット (WOW-CAT)
レッドランプの色違いで、モヒカンやズボンがオレンジ色。レッドランプと違い、こちらは常に火炎放射器を所持しており、ウォーキャット本人が力尽きない限り手放さない。プレイヤーとの間合いを上手く取りながら火炎放射器攻撃をしてくるため、接近するのが困難な相手。
サクソン (SAXON)
ボロボロの道着を身に纏っている空手家タイプの敵。銀髪で緑色のズボンを穿いている。空手技を得意としており、速度の速いパンチ・回し蹴りの他に時々跳び蹴りも使う。耐久力・防御力が高めで、こちらの投げ技に対して投げ受身を取るので投げによる攻撃が効き辛い。1体だけヌンチャクを所持して登場することがある。
ヤン・リー (YAN LEE)
黒い長髪で白道着と赤いズボンを纏った東洋風の男。サクソンに比べてより耐久力が高く、ごく稀にスライディングを使うことがある。彼も1体だけヌンチャクを所持して登場することがある。本ゲームでは数少ない、全ステージに登場する雑魚キャラクター。
ホーク (HAWKE)
サクソンの色違いで、ズボンの色が青になっている。上記の2人に比べて交戦機会が非常に少ない。
ルナ (LUNA)
赤いボンデージのコスチュームを身に纏った金髪ボブカットヘアのくノ一。目にも留まらぬ速さで動き回りつつ素早い蹴りや瞬間移動からのイズナ落しなど忍術のような攻撃を得意としている。こちらの銃撃を刀で防御することもできる。後述のミドリやミズキのような必殺技を持たないが、この2人に比べて移動速度がやや速く、蹴りとイズナ落としの威力も高い。このタイプの敵としては最も弱いタイプだが、出番が他のくノ一に比べて少ない。倒した時にルビーを落とす。
ミドリ (MIDORI)
ルナの色違いで、緑のボンデージのコスチュームを身に纏っている。ルナが使う技の他に体を高速回転させつつプレイヤーに向かって斬りかかってくる技を繰り出すが、使用後は一定時間ふら付く。くノ一の中では最も出現頻度が高い。倒した時にエメラルドを落とす。
ミズキ (MIZUKI)
上記の2人の色違いで、青いボンデージのコスチュームを身に纏っている。小さく後方にジャンプしつつ刀の刃先から衝撃波を飛ばす遠距離必殺技を使う。リーチ・速度・攻撃力は共に優れた性能を持つが、他の雑魚キャラクターをも巻き込む。ミドリとペアで登場することが多い。倒した時にアクアマリンを落とす。
ミサ (MISA)
黒いボンデージのコスチュームを身に纏った茶髪シニヨンヘアの最も強いくノ一。スカリーの妻でもある。上記の3人が使う技を全て使いこなす強敵。移動速度、技の威力も優れている。倒した時には高得点となるダークサファイアを落とす。
コルスキー (KOLSKY)
青いスーツを着用しているマフィア団員風の敵。ヒゲ面が外見的特徴。接近時のパンチやキックの他に後ろから羽交い絞めにしてプレイヤーの身動きを取れなくしてきたりもする。銃火器を所持して登場することもあり、その場合はプレイヤー側もガンモードになる。プレイヤーがダウンすると嘲笑うリアクションを取る。スーツ男の中では耐久力が高く、彼のみ高く飛び上がってドロップキックを放つ攻撃を使用するため、このタイプの雑魚の中では一番強い。
スキナー (SKINNER)
緑色のスーツを着用しているコルスキーと同タイプの敵。鋭い目つきが特徴。他のスーツ男に比べて出番が非常に少ない。
ルイス・アレグレ (LUIS ALLEGRE)
紫色のスーツと帽子を着用して口ヒゲを生やした男。スーツ男の中では最も耐久力が低めで、銃火器を所持して登場する傾向が強い。他のスーツ男に比べて、あまり嘲笑いをしない。
B.ハニガン (B.HANNIGAN)
赤いスーツと帽子を着用している茶髪の男。スーツ男の中で最も出番が多く、スーツ男が出る場面では大抵の場合セットで登場する。全体的な能力も平均的。ステージ5のボス戦でも登場して、その際にはイングラムを所持している。
ボガート (BOGART)
ステージ6のキングピン戦時のみに登場するルイスの色違い。灰色のスーツと帽子を着用している。耐久力がかなり高く、倒しても次々に出現するため非常に厄介。スーツ男の中で倒した時に得られる得点が最も低い。
ジャック (JACK)
拳銃を所持したヒゲ面の男。手持ちの拳銃で発砲してくるが、プレイヤー側もガンモードになる上に耐久力が低いため、あまり苦にならない。接近戦時にはキックを使う。数回発砲して逃げていくタイプもおり、こちらが攻撃を加えない限り発砲が終わると同時に逃げ帰っていく。
ジャガー (JAGGER)
ジャックの色違いで、シャツの色が水色。ジャックより若干耐久力が高い。
クール (COOL)
トンプソンを所持してトレンチコートを着た敵で、髪型はクルーカット。耐久力が高めで、トンプソンを発砲してくる。ステージ1で背景キャラクターとして登場する場面があるが、その場合は建物の中に入って逃げられる前に撃ち倒すと8000点が入る。
トレンチ (TRENCH)
やや濃いベージュ色のトレンチコートを着用して、赤い帽子を被った男。同タイプのクールに比べて耐久力がやや低く、若干好戦的になっている。
ガス (GUS)
緑色のジャケットを着用しているスポーツ刈りの大男。スカリーとほとんど同じ攻撃を使ってくる。耐久力・攻撃力・防御力が高く、リーチの長い攻撃方法・プレイヤーの攻撃を防御・投げ受身と攻守に優れている強敵。反面、倒した時に得られる得点は非常に高い。
レッド (RED)
ガスの色違い。赤いジャケットを着用している。能力的にはガスとほぼ同じ。2Pプレイ時ではガスが登場する場面で必ずセットで出現するため、交戦機会が増える。
ガウリー (GAULLEE)
M16を所持して、ヘルメットを被っている兵隊姿の大男。1Pプレイ時にはステージ3のみに登場する中ボス的存在の敵。2Pプレイ時には2人同時に出現して、さらにステージ6でも再登場するため、合計3人出現するようになる。銃撃に対する耐性が強く、ガンモードでの銃撃を食らいつつも少しずつ接近してくる。中ボス格の敵だけに耐久力が高め。死ぬ際にM16を落とす。
ジグソー (JIGSAW)
ステージ6のキングピンビルエレベーター地帯に出現する顔が傷だらけの軍兵風の大男。2Pプレイ時にはガウリーも同時に出現する。同タイプのガウリーよりも動きがやや早く、接近戦を挑む傾向が強い。非常に打たれ強く、銃撃や格闘を以ってしてもなかなか体力を減らせない強敵。ガウリーとは違い、こちらは倒した時にM16を落とさない。
原作では『スパイダーマン』が初出のキャラクター。
プリティボーイ (PRETTY BOY)
全身が機械で出来ているロボットなので防御力が高く、伸縮自在の腕を使ったパンチや掴んで叩き付ける攻撃を得意とする。必ず上から脚を伸縮して出現、プレイヤーは自動的にガンモードになる。他の雑魚と違い、耐久力が減るごとに徐々に破損していき、最終的には頭部が外れて下半身のみになり、その状態になると逃亡するようになる。頭部を拾ったり、下半身を持ち上げて、武器として使用できる。残った下半身を破壊すると回復アイテムを必ず落とす。赤い個体と白い個体があり、赤い個体は耐久力が低い。
原作ではリーバーズ（Reavers）というサイボーグ・ギャングのメンバーで、『X-MEN』で初登場。相手を魅了する能力をもつミュータント。

### ボスキャラクター
スカリー (SCULLY)
ステージ1のボス。ブルーノが雇った用心棒で、青いジャケットを着用したスキンヘッドの大男。攻撃手段はガスやレッドとほぼ同じ。最後はパニッシャーに銃で脅され、ブルーノの居場所を吐いた後にパニッシャーによって射殺される（ニックの場合はサマーソルトで気絶させられる）。また、ステージ6の中盤で黒いジャケットを着用して再登場する。
ガードロイド (GUARDROID、GUARDROID2)
ステージ2とステージ5のボス。プリティボーイとは造型の違う巨大ロボットで、踏み潰しやフロントハイキック、レーザー光線が得意技。
ステージ2の個体はキングピンが送り込み、パニッシャーに追い詰められたブルーノとその部下をレーザーで焼き殺した後、襲い掛かる。体色は緑色で、単体で戦いを挑んでくる。
ステージ5に登場する個体は体色が赤色になっており、攻撃のスピードが格段に増している他、イングラムを所持したB.ハニガンを2人（2P時は3人）連れており、耐久力が減ると援軍としてプリティーボーイも現れる。
普通に攻撃を加えてものぞけることはなく、かなりの攻撃を加えないとダウンして倒れない。後方に廻ってもカカトで蹴ってくる。
ボーンブレイカー (BONE BREAKER)
ステージ3のボス。下半身を戦車に改造したパンクスの大男。銃撃による耐久力が強く、銃撃ではなかなか怯ませることができない。火炎放射器の乱射や戦車部分による体当たり、戦車に内蔵されているミサイルなどを使う。倒される際には戦車部分のみ爆発して、上半身だけが残る。なお、同時に出現する雑魚キャラクターは全て銃火器を所持しており、プリティボーイも登場する。
原作ではプリティーボーイ同様に『X-MEN』で初登場したリーバーズのメンバー。
ブッシュワッカー (BUSHWACKER)
ステージ4のボス。自分の片腕を銃に変形できるように改造した殺し屋。最初から雑魚キャラクターを2人も引き連れている。肉弾戦をプレイヤーに挑みつつも、片腕を変形させた銃で攻撃してくる。また、戦闘中は多種多様な雑魚キャラクターが登場するため、それらも多数同時に相手しなければならない。ミサイル攻撃を上方向にすると、障害物が落ちてくる。障害物はダメージを食らう他に、武器として拾って攻撃もできる。
原作では『デアデビル』が初出のキャラクター。
キングピン (KINGPIN)
ステージ6のボス。巨体を生かした張り手やフライングアタックの他にも、ステッキからビームを出したり、タバコの煙を吹きつけてくる。近寄っても通常の掴み技が成立せず、代わりに緩慢なデス・リフトが発動する。また、戦闘中は護衛としてスーツ男が大量に登場する。
原作では『スパイダーマン』が初出のキャラクター。

## その他のキャラクター
ブルーノ (BRUNO)
パニッシャーの家族を殺したギャング団のリーダー格で、そのためパニッシャーに追われている。オープニングデモとステージ1とステージ2に登場するが、ガードロイドに部下ともども処刑される。体格と衣装は雑魚キャラクターのスーツ男と同じ。
バーバラ (BARBARA)
ステージ2のみ登場する女性。パンタベルデ城にとらわれており、彼女を解放した後で抱擁されるとプレイヤーのバイタリティが回復する。体力が満タンの場合はピザを落として走り去る。

## ステージ
パニッシャーとニック・フューリーは組織を追う理由が違うため、1人プレイ時は1P側と2P側で多少シナリオが異なる（ステージ展開は同じ）。
- STAGE1 - 犯罪処刑人 (THE INVESTIGATOR) / BOSS：SCULLY
- STAGE2 - パンタベルデ城侵入 (INTO THE FORTRESS) / BOSS：GUARDROID
- STAGE3 - X港の悪鬼 (SEASIDE TRAP) / BOSS：BONE BREAKER
- ドラム缶を壊すボーナスゲーム（1人時は20個、2人同時は30個のドラム缶が出る）
- STAGE4 - 麻薬列車大爆破 (DRUG EXPRESS) / BOSS：BUSH WACKER
- STAGE5 - 復讐のキングピン (DISCOVERED) / BOSS：GUARDROID2（GUARDROIDのパワーアップ版）
- STAGE6 - THE PUNISHER (PRETTY SLICK NICK) / BOSS：KINGPIN

## スタッフ
- プラン、ビジュアルデザイン：AKIMAN（あきまん）
- ゲームデザイン：MAEDA、JUN KEIBA、BUCHI、OHN（大野純一）
- プログラムデザイン：K.NAKAI（中井一仁）、T.UENO（上野智弘）、Y.KAWABATA、MITSU、Y. "ZZR" MIKAMI（三上陽司）
- オブジェクトデザイン：ERIPYON（中村会里）、MATSUNAGA、MAYO SERIYA、DANIEL、VLAD.T、INUKICHI（岩崎篤嗣）、MINOBEYAN（見延浩明）、YOKOTA YOKOZO
- スクロールデザイン：KOIZUMI、IWA（岩井千佳）、GO（ほんごうみゆき）、T.TATHIVANA、MIKIMAN（城戸美樹）、MARILYN HIGUCHI、HARUSAN
- ミュージックコンポーズ："Pi" SHIMOMURA（下村陽子）、ISAO ABE（阿部功）
- サウンドデザイン：TOSHIO KAJINO（梶野俊夫）、SYUN NISHIGAKI（西垣俊）、NOBU. OOUCHI（大内伸弘）
- ディレクト：POO（船水紀孝）
- システムアドバイス：JABOON
- イラストレーションデザイン：SENSEI（末次治樹）
- スペシャルサンクス：TANUKI（西尾仁志）、IKEBOMB（いけだやすし）、YUKO、KOGUMA、ALEX、SCOTT

## その他
- ボーナスが非常に大きいためカウンターストップが容易である。
- ステージ1クリア直後、それまで怖がっていたスクールバスの運転手が笑顔で親指を立てる。
- ボーナスゲームにおいて、通常であればパーフェクトボーナスは20万点である。しかし、1発も外さずドラム缶を全部壊すと60万点に増える。
- ノーコンティニュー時とコンティニュー時はエンディングが異なる。
- 国内版と海外版でオープニングに若干違いがある。
- エンディング中「処刑」した敵の数が表示される。
- 国内版ではプレイヤーキャラクターの声の音程が海外版と比べると高い。
- 海外版で、ボスを倒した後にリザルトに移るが、この時に背景がフェードアウトする（国内もフェードアウトするが、僅かに背景が移っている）。
- 本作はQSoundを搭載した「CPシステムダッシュ」基板を採用した3作目作品である。BGM作曲者は下村陽子。

## 移植版
- メガドライブ（北米名称：Genesis）版が北米および欧州で発売された。英語版記事[:en]によると北米版は1994年6月1日、欧州版は1995年の発売。媒体はROMカセットで、カプコンの現地法人がそれぞれの地域で発売している。基本的にはアーケード版の移植で2人同時プレイも可能だが、容量の制限が大きいことから雑魚キャラクターの種類が大幅に減らされていて、その出現パターンも大幅に異なっている。加えてノーマルモードではその出現数が増えているので、アーケード版よりも対雑魚キャラクター戦で時間を食われる傾向が強い。それに対してボスキャラクターはアーケード版と比較して1回攻撃を受けた時の体力の減り方が大きいため、楽に倒すことが可能。イージーモードは3面で終了となる。なおアーケード版で見られたニック・フューリーの銜え煙草などドット絵での愛煙家的な描写（表現）は全てカットされている。
- 2024年9月12日にPlayStation 4・Nintendo Switch・Steamで配信、2024年11月22日にPlayStation 4とNintendo Switchでパッケージ版として発売、2025年にXbox Oneで配信の『マーベルVSカプコン ファイティングコレクション アーケードクラシックス』にアーケード版が収録され、日本国内では家庭用初移植となる[2]。